# Settimana Internazionale di Coppi e Bartali 2022
Settimana Internazionale di Coppi e Bartali 2022 var den 37. udgave af det italienske etapeløb Settimana Internazionale di Coppi e Bartali. Cykelløbets fem etaper havde en samlet distance på 796,2 km, og blev kørt fra 22. marts hvor det startede i Riccione, til 26. marts 2022 hvor løbet sluttede i Cantagrillo. Løbet var en del af Ciclismo Cup og UCI Europe Tour 2022. Den samlede vinder af løbet blev irske Eddie Dunbar fra Ineos Grenadiers.

## Etaperne
| Etape    | Dato     | Start – Mål                          | type          | Afstand (km) | Etapevinder          | Førende rytter |
| -------- | -------- | ------------------------------------ | ------------- | ------------ | -------------------- | -------------- |
| 1. etape | 22. mar. | Riccione – Riccione                  | kuperet etape | 164,6        | Mauro Schmid         | Mauro Schmid   |
| 2. etape | 23. mar. | Riccione – Longiano                  | kuperet etape | 165,9        | Ethan Hayter         | Eddie Dunbar   |
| 3. etape | 24. mar. | San Marino – San Marino              | bjergetape    | 147          | Ben Tulett           | Eddie Dunbar   |
| 4. etape | 25. mar. | Montecatini – Montecatini            | kuperet etape | 158,7        | Mathieu van der Poel | Eddie Dunbar   |
| 5. etape | 26. mar. | Cantagrillo-Casalguidi – Cantagrillo | kuperet etape | 160          | Josef Černý          | Eddie Dunbar   |

### 1. etape
| Riccione - Riccione | kuperet etape | (164,6 km) |

| \| Etaperesultat \| Etaperesultat \| Etaperesultat \| Etaperesultat \| Etaperesultat \| \| Rytter \| Rytter \| Hold \| Tid \| \| \| ------------- \| -------------------- \| ------------------------------- \| ------------- \| ------------- \| \| 1. \| Mauro Schmid \| Quick-Step Alpha Vinyl \| 4t 12' 58" \| \| \| 2. \| Eddie Dunbar \| Ineos Grenadiers \| + 2" \| \| \| 3. \| Ethan Hayter \| Ineos Grenadiers \| + 16" \| \| \| 4. \| Mathieu van der Poel \| Alpecin-Fenix \| + 16" \| \| \| 5. \| Natnael Tesfatsion \| Drone Hopper-Androni Giocattoli \| + 16" \| \| \| 6. \| Thomas Pesenti \| Beltrami TSA-Tre Colli \| + 16" \| \| \| 7. \| Diego Ulissi \| UAE Team Emirates \| + 16" \| \| \| 8. \| Matteo Sobrero \| BikeExchange-Jayco \| + 16" \| \| \| 9. \| Cristian Scaroni \| Italien \| + 16" \| \| \| 10. \| Marc Hirschi \| UAE Team Emirates \| + 16" \| \| |                      |                                 |            |
| |                      |                                 |            |
| Kilde: ProCyclingStats |                      |                                 |            |
| Etaperesultat |                      |                                 |            |
| Rytter | Rytter               | Hold                            | Tid        |
| 1. | Mauro Schmid         | Quick-Step Alpha Vinyl          | 4t 12' 58" |
| 2. | Eddie Dunbar         | Ineos Grenadiers                | + 2"       |
| 3. | Ethan Hayter         | Ineos Grenadiers                | + 16"      |
| 4. | Mathieu van der Poel | Alpecin-Fenix                   | + 16"      |
| 5. | Natnael Tesfatsion   | Drone Hopper-Androni Giocattoli | + 16"      |
| 6. | Thomas Pesenti       | Beltrami TSA-Tre Colli          | + 16"      |
| 7. | Diego Ulissi         | UAE Team Emirates               | + 16"      |
| 8. | Matteo Sobrero       | BikeExchange-Jayco              | + 16"      |
| 9. | Cristian Scaroni     | Italien                         | + 16"      |
| 10. | Marc Hirschi         | UAE Team Emirates               | + 16"      |

| \| Samlede stilling \| Samlede stilling \| Samlede stilling \| Samlede stilling \| Samlede stilling \| \| Rytter \| Rytter \| Hold \| Tid \| \| \| ---------------- \| -------------------- \| ------------------------------- \| ---------------- \| ---------------- \| \| 1. \| Mauro Schmid \| Quick-Step Alpha Vinyl \| 4t 12' 48" \| \| \| 2. \| Eddie Dunbar \| Ineos Grenadiers \| + 6" \| \| \| 3. \| Ethan Hayter \| Ineos Grenadiers \| + 22" \| \| \| 4. \| Mathieu van der Poel \| Alpecin-Fenix \| + 26" \| \| \| 5. \| Natnael Tesfatsion \| Drone Hopper-Androni Giocattoli \| + 26" \| \| \| 6. \| Thomas Pesenti \| Beltrami TSA-Tre Colli \| + 26" \| \| \| 7. \| Diego Ulissi \| UAE Team Emirates \| + 26" \| \| \| 8. \| Matteo Sobrero \| BikeExchange-Jayco \| + 26" \| \| \| 9. \| Cristian Scaroni \| Italien \| + 26" \| \| \| 10. \| Marc Hirschi \| UAE Team Emirates \| + 26" \| \| |                      |                                 |            |
| |                      |                                 |            |
| Kilde: ProCyclingStats |                      |                                 |            |
| Samlede stilling |                      |                                 |            |
| Rytter | Rytter               | Hold                            | Tid        |
| 1. | Mauro Schmid         | Quick-Step Alpha Vinyl          | 4t 12' 48" |
| 2. | Eddie Dunbar         | Ineos Grenadiers                | + 6"       |
| 3. | Ethan Hayter         | Ineos Grenadiers                | + 22"      |
| 4. | Mathieu van der Poel | Alpecin-Fenix                   | + 26"      |
| 5. | Natnael Tesfatsion   | Drone Hopper-Androni Giocattoli | + 26"      |
| 6. | Thomas Pesenti       | Beltrami TSA-Tre Colli          | + 26"      |
| 7. | Diego Ulissi         | UAE Team Emirates               | + 26"      |
| 8. | Matteo Sobrero       | BikeExchange-Jayco              | + 26"      |
| 9. | Cristian Scaroni     | Italien                         | + 26"      |
| 10. | Marc Hirschi         | UAE Team Emirates               | + 26"      |

### 2. etape
| Riccione - Longiano | kuperet etape | (165,9 km) |

| \| Etaperesultat \| Etaperesultat \| Etaperesultat \| Etaperesultat \| Etaperesultat \| \| Rytter \| Rytter \| Hold \| Tid \| \| \| ------------- \| ------------------ \| ------------------------------- \| ------------- \| ------------- \| \| 1. \| Ethan Hayter \| Ineos Grenadiers \| 4t 11' 46" \| \| \| 2. \| Matteo Sobrero \| BikeExchange-Jayco \| + 0" \| \| \| 3. \| Ben Tulett \| Ineos Grenadiers \| + 0" \| \| \| 4. \| Nicola Conci \| Italien \| + 0" \| \| \| 5. \| Natnael Tesfatsion \| Drone Hopper-Androni Giocattoli \| + 0" \| \| \| 6. \| Diego Ulissi \| UAE Team Emirates \| + 0" \| \| \| 7. \| Marc Hirschi \| UAE Team Emirates \| + 0" \| \| \| 8. \| Cian Uijtdebroeks \| Bora-Hansgrohe \| + 0" \| \| \| 9. \| Gianluca Brambilla \| Trek-Segafredo \| + 0" \| \| \| 10. \| Floris De Tier \| Alpecin-Fenix \| + 0" \| \| |                    |                                 |            |
| |                    |                                 |            |
| Kilde: ProCyclingStats |                    |                                 |            |
| Etaperesultat |                    |                                 |            |
| Rytter | Rytter             | Hold                            | Tid        |
| 1. | Ethan Hayter       | Ineos Grenadiers                | 4t 11' 46" |
| 2. | Matteo Sobrero     | BikeExchange-Jayco              | + 0"       |
| 3. | Ben Tulett         | Ineos Grenadiers                | + 0"       |
| 4. | Nicola Conci       | Italien                         | + 0"       |
| 5. | Natnael Tesfatsion | Drone Hopper-Androni Giocattoli | + 0"       |
| 6. | Diego Ulissi       | UAE Team Emirates               | + 0"       |
| 7. | Marc Hirschi       | UAE Team Emirates               | + 0"       |
| 8. | Cian Uijtdebroeks  | Bora-Hansgrohe                  | + 0"       |
| 9. | Gianluca Brambilla | Trek-Segafredo                  | + 0"       |
| 10. | Floris De Tier     | Alpecin-Fenix                   | + 0"       |

| \| Samlede stilling \| Samlede stilling \| Samlede stilling \| Samlede stilling \| Samlede stilling \| \| Rytter \| Rytter \| Hold \| Tid \| \| \| ---------------- \| ------------------ \| ------------------------------- \| ---------------- \| ---------------- \| \| 1. \| Eddie Dunbar \| Ineos Grenadiers \| 8t 24' 40" \| \| \| 2. \| Ethan Hayter \| Ineos Grenadiers \| + 6" \| \| \| 3. \| Matteo Sobrero \| BikeExchange-Jayco \| + 14" \| \| \| 4. \| Ben Tulett \| Ineos Grenadiers \| + 16" \| \| \| 5. \| Natnael Tesfatsion \| Drone Hopper-Androni Giocattoli \| + 20" \| \| \| 6. \| Diego Ulissi \| UAE Team Emirates \| + 20" \| \| \| 7. \| Nicola Conci \| Italien \| + 20" \| \| \| 8. \| Marc Hirschi \| UAE Team Emirates \| + 20" \| \| \| 9. \| Thomas Pesenti \| Beltrami TSA-Tre Colli \| + 20" \| \| \| 10. \| Gianluca Brambilla \| Trek-Segafredo \| + 20" \| \| |                    |                                 |            |
| |                    |                                 |            |
| Kilde: ProCyclingStats |                    |                                 |            |
| Samlede stilling |                    |                                 |            |
| Rytter | Rytter             | Hold                            | Tid        |
| 1. | Eddie Dunbar       | Ineos Grenadiers                | 8t 24' 40" |
| 2. | Ethan Hayter       | Ineos Grenadiers                | + 6"       |
| 3. | Matteo Sobrero     | BikeExchange-Jayco              | + 14"      |
| 4. | Ben Tulett         | Ineos Grenadiers                | + 16"      |
| 5. | Natnael Tesfatsion | Drone Hopper-Androni Giocattoli | + 20"      |
| 6. | Diego Ulissi       | UAE Team Emirates               | + 20"      |
| 7. | Nicola Conci       | Italien                         | + 20"      |
| 8. | Marc Hirschi       | UAE Team Emirates               | + 20"      |
| 9. | Thomas Pesenti     | Beltrami TSA-Tre Colli          | + 20"      |
| 10. | Gianluca Brambilla | Trek-Segafredo                  | + 20"      |

### 3. etape
| San Marino - San Marino | bjergetape | (147 km) |

| \| Etaperesultat \| Etaperesultat \| Etaperesultat \| Etaperesultat \| Etaperesultat \| \| Rytter \| Rytter \| Hold \| Tid \| \| \| ------------- \| -------------------------- \| ------------------------------- \| ------------- \| ------------- \| \| 1. \| Ben Tulett \| Ineos Grenadiers \| 4t 12' 34" \| \| \| 2. \| Eddie Dunbar \| Ineos Grenadiers \| + 3" \| \| \| 3. \| Marc Hirschi \| UAE Team Emirates \| + 5" \| \| \| 4. \| Simon Carr \| EF Education-EasyPost \| + 7" \| \| \| 5. \| Antonio Tiberi \| Trek-Segafredo \| + 12" \| \| \| 6. \| Diego Ulissi \| UAE Team Emirates \| + 25" \| \| \| 7. \| Cian Uijtdebroeks \| Bora-Hansgrohe \| + 25" \| \| \| 8. \| Gianluca Brambilla \| Trek-Segafredo \| + 38" \| \| \| 9. \| Nicola Conci \| Italien \| + 51" \| \| \| 10. \| Jefferson Alexander Cepeda \| Drone Hopper-Androni Giocattoli \| + 51" \| \| |                            |                                 |            |
| |                            |                                 |            |
| Kilde: ProCyclingStats |                            |                                 |            |
| Etaperesultat |                            |                                 |            |
| Rytter | Rytter                     | Hold                            | Tid        |
| 1. | Ben Tulett                 | Ineos Grenadiers                | 4t 12' 34" |
| 2. | Eddie Dunbar               | Ineos Grenadiers                | + 3"       |
| 3. | Marc Hirschi               | UAE Team Emirates               | + 5"       |
| 4. | Simon Carr                 | EF Education-EasyPost           | + 7"       |
| 5. | Antonio Tiberi             | Trek-Segafredo                  | + 12"      |
| 6. | Diego Ulissi               | UAE Team Emirates               | + 25"      |
| 7. | Cian Uijtdebroeks          | Bora-Hansgrohe                  | + 25"      |
| 8. | Gianluca Brambilla         | Trek-Segafredo                  | + 38"      |
| 9. | Nicola Conci               | Italien                         | + 51"      |
| 10. | Jefferson Alexander Cepeda | Drone Hopper-Androni Giocattoli | + 51"      |

| \| Samlede stilling \| Samlede stilling \| Samlede stilling \| Samlede stilling \| Samlede stilling \| \| Rytter \| Rytter \| Hold \| Tid \| \| \| ---------------- \| ------------------ \| --------------------- \| ---------------- \| ---------------- \| \| 1. \| Eddie Dunbar \| Ineos Grenadiers \| 12t 37' 11" \| \| \| 2. \| Ben Tulett \| Ineos Grenadiers \| + 9" \| \| \| 3. \| Marc Hirschi \| UAE Team Emirates \| + 24" \| \| \| 4. \| Simon Carr \| EF Education-EasyPost \| + 30" \| \| \| 5. \| Antonio Tiberi \| Trek-Segafredo \| + 45" \| \| \| 6. \| Diego Ulissi \| UAE Team Emirates \| + 48" \| \| \| 7. \| Cian Uijtdebroeks \| Bora-Hansgrohe \| + 48" \| \| \| 8. \| Gianluca Brambilla \| Trek-Segafredo \| + 1' 01" \| \| \| 9. \| Nicola Conci \| Italien \| + 1' 14" \| \| \| 10. \| Ethan Hayter \| Ineos Grenadiers \| + 1' 18" \| \| |                    |                       |             |
| |                    |                       |             |
| Kilde: ProCyclingStats |                    |                       |             |
| Samlede stilling |                    |                       |             |
| Rytter | Rytter             | Hold                  | Tid         |
| 1. | Eddie Dunbar       | Ineos Grenadiers      | 12t 37' 11" |
| 2. | Ben Tulett         | Ineos Grenadiers      | + 9"        |
| 3. | Marc Hirschi       | UAE Team Emirates     | + 24"       |
| 4. | Simon Carr         | EF Education-EasyPost | + 30"       |
| 5. | Antonio Tiberi     | Trek-Segafredo        | + 45"       |
| 6. | Diego Ulissi       | UAE Team Emirates     | + 48"       |
| 7. | Cian Uijtdebroeks  | Bora-Hansgrohe        | + 48"       |
| 8. | Gianluca Brambilla | Trek-Segafredo        | + 1' 01"    |
| 9. | Nicola Conci       | Italien               | + 1' 14"    |
| 10. | Ethan Hayter       | Ineos Grenadiers      | + 1' 18"    |

### 4. etape
| Montecatini - Montecatini | kuperet etape | (158,7 km) |

| \| Etaperesultat \| Etaperesultat \| Etaperesultat \| Etaperesultat \| Etaperesultat \| \| Rytter \| Rytter \| Hold \| Tid \| \| \| ------------- \| -------------------- \| ------------------------------- \| ------------- \| ------------- \| \| 1. \| Mathieu van der Poel \| Alpecin-Fenix \| 3t 59' 49" \| \| \| 2. \| Ethan Hayter \| Ineos Grenadiers \| + 0" \| \| \| 3. \| Rémy Mertz \| Bingoal Pauwels Sauces WB \| + 0" \| \| \| 4. \| Dion Smith \| BikeExchange-Jayco \| + 0" \| \| \| 5. \| Mick van Dijke \| Jumbo-Visma \| + 0" \| \| \| 6. \| Koen Bouwman \| Jumbo-Visma \| + 0" \| \| \| 7. \| Jan Polanc \| UAE Team Emirates \| + 0" \| \| \| 8. \| Omer Goldstein \| Israel-Premier Tech \| + 0" \| \| \| 9. \| Erik Fetter \| Eolo-Kometa \| + 0" \| \| \| 10. \| Natnael Tesfatsion \| Drone Hopper-Androni Giocattoli \| + 0" \| \| |                      |                                 |            |
| |                      |                                 |            |
| Kilde: ProCyclingStats |                      |                                 |            |
| Etaperesultat |                      |                                 |            |
| Rytter | Rytter               | Hold                            | Tid        |
| 1. | Mathieu van der Poel | Alpecin-Fenix                   | 3t 59' 49" |
| 2. | Ethan Hayter         | Ineos Grenadiers                | + 0"       |
| 3. | Rémy Mertz           | Bingoal Pauwels Sauces WB       | + 0"       |
| 4. | Dion Smith           | BikeExchange-Jayco              | + 0"       |
| 5. | Mick van Dijke       | Jumbo-Visma                     | + 0"       |
| 6. | Koen Bouwman         | Jumbo-Visma                     | + 0"       |
| 7. | Jan Polanc           | UAE Team Emirates               | + 0"       |
| 8. | Omer Goldstein       | Israel-Premier Tech             | + 0"       |
| 9. | Erik Fetter          | Eolo-Kometa                     | + 0"       |
| 10. | Natnael Tesfatsion   | Drone Hopper-Androni Giocattoli | + 0"       |

| \| Samlede stilling \| Samlede stilling \| Samlede stilling \| Samlede stilling \| Samlede stilling \| \| Rytter \| Rytter \| Hold \| Tid \| \| \| ---------------- \| ------------------ \| --------------------- \| ---------------- \| ---------------- \| \| 1. \| Eddie Dunbar \| Ineos Grenadiers \| 16t 37' 00" \| \| \| 2. \| Ben Tulett \| Ineos Grenadiers \| + 9" \| \| \| 3. \| Marc Hirschi \| UAE Team Emirates \| + 24" \| \| \| 4. \| Simon Carr \| EF Education-EasyPost \| + 30" \| \| \| 5. \| Antonio Tiberi \| Trek-Segafredo \| + 45" \| \| \| 6. \| Diego Ulissi \| UAE Team Emirates \| + 48" \| \| \| 7. \| Cian Uijtdebroeks \| Bora-Hansgrohe \| + 48" \| \| \| 8. \| Gianluca Brambilla \| Trek-Segafredo \| + 1' 01" \| \| \| 9. \| Ethan Hayter \| Ineos Grenadiers \| + 1' 12" \| \| \| 10. \| Nicola Conci \| Italien \| + 1' 14" \| \| |                    |                       |             |
| |                    |                       |             |
| Kilde: ProCyclingStats |                    |                       |             |
| Samlede stilling |                    |                       |             |
| Rytter | Rytter             | Hold                  | Tid         |
| 1. | Eddie Dunbar       | Ineos Grenadiers      | 16t 37' 00" |
| 2. | Ben Tulett         | Ineos Grenadiers      | + 9"        |
| 3. | Marc Hirschi       | UAE Team Emirates     | + 24"       |
| 4. | Simon Carr         | EF Education-EasyPost | + 30"       |
| 5. | Antonio Tiberi     | Trek-Segafredo        | + 45"       |
| 6. | Diego Ulissi       | UAE Team Emirates     | + 48"       |
| 7. | Cian Uijtdebroeks  | Bora-Hansgrohe        | + 48"       |
| 8. | Gianluca Brambilla | Trek-Segafredo        | + 1' 01"    |
| 9. | Ethan Hayter       | Ineos Grenadiers      | + 1' 12"    |
| 10. | Nicola Conci       | Italien               | + 1' 14"    |

### 5. etape
| Cantagrillo-Casalguidi - Cantagrillo | kuperet etape | (160 km) |

| \| Etaperesultat \| Etaperesultat \| Etaperesultat \| Etaperesultat \| Etaperesultat \| \| Rytter \| Rytter \| Hold \| Tid \| \| \| ------------- \| --------------------- \| ------------------------------- \| ------------- \| ------------- \| \| 1. \| Josef Černý \| Quick-Step Alpha Vinyl \| 3t 56' 55" \| \| \| 2. \| Rémi Cavagna \| Quick-Step Alpha Vinyl \| + 0" \| \| \| 3. \| Omer Goldstein \| Israel-Premier Tech \| + 14" \| \| \| 4. \| Julius van den Berg \| EF Education-EasyPost \| + 46" \| \| \| 5. \| Frederik Wandahl \| Bora-Hansgrohe \| + 3' 03" \| \| \| 6. \| Fabio Van den Bossche \| Alpecin-Fenix \| + 3' 03" \| \| \| 7. \| Tom Paquot \| Bingoal Pauwels Sauces WB \| + 3' 03" \| \| \| 8. \| Giovanni Carboni \| Italien \| + 3' 05" \| \| \| 9. \| Natnael Tesfatsion \| Drone Hopper-Androni Giocattoli \| + 4' 23" \| \| \| 10. \| Diego Ulissi \| UAE Team Emirates \| + 4' 23" \| \| |                       |                                 |            |
| |                       |                                 |            |
| Kilde: ProCyclingStats |                       |                                 |            |
| Etaperesultat |                       |                                 |            |
| Rytter | Rytter                | Hold                            | Tid        |
| 1. | Josef Černý           | Quick-Step Alpha Vinyl          | 3t 56' 55" |
| 2. | Rémi Cavagna          | Quick-Step Alpha Vinyl          | + 0"       |
| 3. | Omer Goldstein        | Israel-Premier Tech             | + 14"      |
| 4. | Julius van den Berg   | EF Education-EasyPost           | + 46"      |
| 5. | Frederik Wandahl      | Bora-Hansgrohe                  | + 3' 03"   |
| 6. | Fabio Van den Bossche | Alpecin-Fenix                   | + 3' 03"   |
| 7. | Tom Paquot            | Bingoal Pauwels Sauces WB       | + 3' 03"   |
| 8. | Giovanni Carboni      | Italien                         | + 3' 05"   |
| 9. | Natnael Tesfatsion    | Drone Hopper-Androni Giocattoli | + 4' 23"   |
| 10. | Diego Ulissi          | UAE Team Emirates               | + 4' 23"   |

## Resultater

### Samlede stilling
| \| Samlede stilling \| Samlede stilling \| Samlede stilling \| Samlede stilling \| Samlede stilling \| \| Rytter \| Rytter \| Hold \| Tid \| \| \| ---------------- \| ------------------ \| ------------------------------- \| ---------------- \| ---------------- \| \| 1. \| Eddie Dunbar \| Ineos Grenadiers \| 20t 38' 18" \| \| \| 2. \| Ben Tulett \| Ineos Grenadiers \| + 9" \| \| \| 3. \| Marc Hirschi \| UAE Team Emirates \| + 24" \| \| \| 4. \| Simon Carr \| EF Education-EasyPost \| + 30" \| \| \| 5. \| Antonio Tiberi \| Trek-Segafredo \| + 45" \| \| \| 6. \| Diego Ulissi \| UAE Team Emirates \| + 48" \| \| \| 7. \| Jan Polanc \| UAE Team Emirates \| + 1' 23" \| \| \| 8. \| Gianluca Brambilla \| Trek-Segafredo \| + 1' 25" \| \| \| 9. \| Natnael Tesfatsion \| Drone Hopper-Androni Giocattoli \| + 1' 38" \| \| \| 10. \| Nicola Conci \| Italien \| + 1' 38" \| \| |                    |                                 |             |
| |                    |                                 |             |
| Kilde: ProCyclingStats |                    |                                 |             |
| Samlede stilling |                    |                                 |             |
| Rytter | Rytter             | Hold                            | Tid         |
| 1. | Eddie Dunbar       | Ineos Grenadiers                | 20t 38' 18" |
| 2. | Ben Tulett         | Ineos Grenadiers                | + 9"        |
| 3. | Marc Hirschi       | UAE Team Emirates               | + 24"       |
| 4. | Simon Carr         | EF Education-EasyPost           | + 30"       |
| 5. | Antonio Tiberi     | Trek-Segafredo                  | + 45"       |
| 6. | Diego Ulissi       | UAE Team Emirates               | + 48"       |
| 7. | Jan Polanc         | UAE Team Emirates               | + 1' 23"    |
| 8. | Gianluca Brambilla | Trek-Segafredo                  | + 1' 25"    |
| 9. | Natnael Tesfatsion | Drone Hopper-Androni Giocattoli | + 1' 38"    |
| 10. | Nicola Conci       | Italien                         | + 1' 38"    |

### Bjergkonkurrencen
| Bjergkonkurrence | Bjergkonkurrence     | Bjergkonkurrence                | Bjergkonkurrence | Bjergkonkurrence |
| Rytter           | Rytter               | Hold                            | Point            |                  |
| ---------------- | -------------------- | ------------------------------- | ---------------- | ---------------- |
| 1.               | Andrea Garosio       | Biesse-Carrera                  | 42 point         |                  |
| 2.               | Mattia Cattaneo      | Quick-Step Alpha Vinyl          | 20 point         |                  |
| 3.               | Edoardo Zardini      | Drone Hopper-Androni Giocattoli | 18 point         |                  |
| 4.               | Josef Černý          | Quick-Step Alpha Vinyl          | 14 point         |                  |
| 5.               | Rémi Cavagna         | Quick-Step Alpha Vinyl          | 12 point         |                  |
| 6.               | Eddie Dunbar         | Ineos Grenadiers                | 11 point         |                  |
| 7.               | Giovanni Bortoluzzi  | Work Service-Vitalcare-Dynatek  | 10 point         |                  |
| 8.               | Omer Goldstein       | Israel-Premier Tech             | 10 point         |                  |
| 9.               | James Shaw           | EF Education-EasyPost           | 10 point         |                  |
| 10.              | Mathieu van der Poel | Alpecin-Fenix                   | 9 point          |                  |

### Pointkonkurrencen
| Pointkonkurrence | Pointkonkurrence     | Pointkonkurrence                | Pointkonkurrence | Pointkonkurrence |
| Rytter           | Rytter               | Hold                            | Point            |                  |
| ---------------- | -------------------- | ------------------------------- | ---------------- | ---------------- |
| 1.               | Ethan Hayter         | Ineos Grenadiers                | 24 point         |                  |
| 2.               | Ben Tulett           | Ineos Grenadiers                | 16 point         |                  |
| 3.               | Eddie Dunbar         | Ineos Grenadiers                | 16 point         |                  |
| 4.               | Mathieu van der Poel | Alpecin-Fenix                   | 15 point         |                  |
| 5.               | Mauro Schmid         | Quick-Step Alpha Vinyl          | 10 point         |                  |
| 6.               | Josef Černý          | Quick-Step Alpha Vinyl          | 10 point         |                  |
| 7.               | Matteo Sobrero       | BikeExchange-Jayco              | 9 point          |                  |
| 8.               | Marc Hirschi         | UAE Team Emirates               | 8 point          |                  |
| 9.               | Diego Ulissi         | UAE Team Emirates               | 8 point          |                  |
| 10.              | Natnael Tesfatsion   | Drone Hopper-Androni Giocattoli | 8 point          |                  |

### Ungdomskonkurrencen
| Ungdomskonkurrence | Ungdomskonkurrence         | Ungdomskonkurrence              | Ungdomskonkurrence | Ungdomskonkurrence |
| Rytter             | Rytter                     | Hold                            | Tid                |                    |
| ------------------ | -------------------------- | ------------------------------- | ------------------ | ------------------ |
| 1.                 | Ben Tulett                 | Ineos Grenadiers                | 20t 38' 27"        |                    |
| 2.                 | Marc Hirschi               | UAE Team Emirates               | + 15"              |                    |
| 3.                 | Simon Carr                 | EF Education-EasyPost           | + 21"              |                    |
| 4.                 | Antonio Tiberio            | Italien                         | + 36"              |                    |
| 5.                 | Natnael Tesfatsion         | Drone Hopper-Androni Giocattoli | + 1' 29"           |                    |
| 6.                 | Ethan Hayter               | Ineos Grenadiers                | + 3' 05"           |                    |
| 7.                 | Johannes Staune-Mittet     | Jumbo-Visma Development Team    | + 3' 17"           |                    |
| 8.                 | Andrés Camilo Ardila       | UAE Team Emirates               | + 4' 15"           |                    |
| 9.                 | Jefferson Alexander Cepeda | Drone Hopper-Androni Giocattoli | + 4' 15"           |                    |
| 10.                | Gijs Leemreize             | Jumbo-Visma                     | + 4' 20"           |                    |

### Holdkonkurrencen
| Holdkonkurrence | Holdkonkurrence                 | Holdkonkurrence | Holdkonkurrence |
| Hold            | Hold                            | Tid             |                 |
| --------------- | ------------------------------- | --------------- | --------------- |
| 1.              | Ineos Grenadiers                | 61t 57' 28"     |                 |
| 2.              | UAE Team Emirates               | + 5"            |                 |
| 3.              | Jumbo-Visma                     | + 9' 42"        |                 |
| 4.              | Drone Hopper-Androni Giocattoli | + 10' 00"       |                 |
| 5.              | Italien                         | + 12' 49"       |                 |

## Hold og ryttere
| UCI WorldTeams (10)- Astana Qazaqstan Team - Bora-Hansgrohe - EF Education-EasyPost - Ineos Grenadiers - Israel-Premier Tech - Jumbo-Visma - Quick-Step Alpha Vinyl - BikeExchange-Jayco - Trek-Segafredo - UAE Team Emirates UCI ProTeams (5)- Alpecin-Fenix - Bardiani-CSF-Faizanè - Bingoal Pauwels Sauces WB - Drone Hopper-Androni Giocattoli - Eolo-Kometa UCI Kontinentalhold (8)- Beltrami TSA-Tre Colli - Biesse-Carrera - Colombia Tierra de Atletas-GW Bicicletas - Giotti Victoria-Savini Due - MG.K Vis Colors For Peace VPM - Colpack-Ballan - Team Corratec - Work Service-Vitalcare-Dynatek Landshold- Italien |
| |

### Danske ryttere
| Danske ryttere på startlisten |                  |                     |           |
| Rygnummer                     | Rytter           | Hold                | Placering |
| 22                            | Frederik Wandahl | Bora-Hansgrohe      | 45        |
| 174                           | Mattias Nordal   | Team Biesse Carrera | 87        |
| 176                           | Anders Foldager  | Team Biesse Carrera | DNS-5     |

* DNF = gennemførte ikke

* DNS = stillede ikke til start

### Startliste
| Jumbo-Visma TJV | Jumbo-Visma TJV              | Jumbo-Visma TJV |
| --------------- | ---------------------------- | --------------- |
| Nr.             | Rytter                       | Placering       |
| 2               | Koen Bouwman (NED)           | 21.             |
| 3               | Tobias Foss (NOR) (landevej) | DNF-2           |
| 4               | Gijs Leemreize (NED)         | 20.             |
| 5               | Mick van Dijke (NED)         | 53.             |
| 6               | Loe van Belle (NED)          | DNF-5           |
| 7               | Johannes Staune-Mittet (NOR) | 16.             |

| Astana Qazaqstan Team AST | Astana Qazaqstan Team AST    | Astana Qazaqstan Team AST |
| ------------------------- | ---------------------------- | ------------------------- |
| Nr.                       | Rytter                       | Placering                 |
| 11                        | Vincenzo Nibali (ITA)        | 11.                       |
| 12                        | Antonio Nibali (ITA)         | 69.                       |
| 13                        | Nurbergen Nurlykhassym (KAZ) | 80.                       |
| 14                        | Juan Carlos López (COL)      | 33.                       |
| 15                        | Harold Martín López (ECU)    | 41.                       |
| 16                        | Gianmarco Garofoli (ITA)     | DNS-4                     |

| Bora-Hansgrohe BOH | Bora-Hansgrohe BOH      | Bora-Hansgrohe BOH |
| ------------------ | ----------------------- | ------------------ |
| Nr.                | Rytter                  | Placering          |
| 21                 | Matthew Walls (GBR)     | 96.                |
| 22                 | Frederik Wandahl (DEN)  | 45.                |
| 25                 | Patrick Gamper (AUT)    | 61.                |
| 26                 | Cian Uijtdebroeks (BEL) | DNF-5              |

| EF Education-EasyPost EFE | EF Education-EasyPost EFE | EF Education-EasyPost EFE |
| ------------------------- | ------------------------- | ------------------------- |
| Nr.                       | Rytter                    | Placering                 |
| 31                        | Alberto Bettiol (ITA)     | 63.                       |
| 32                        | Julius van den Berg (NED) | 56.                       |
| 33                        | Simon Carr (GBR)          | 4.                        |
| 34                        | Alex Howes (USA)          | 89.                       |
| 35                        | James Shaw (GBR)          | 50.                       |

| Ineos Grenadiers IGD | Ineos Grenadiers IGD   | Ineos Grenadiers IGD |
| -------------------- | ---------------------- | -------------------- |
| Nr.                  | Rytter                 | Placering            |
| 41                   | Geraint Thomas (GBR)   | 17.                  |
| 42                   | Cameron Wurf (AUS)     | 75.                  |
| 43                   | Laurens De Plus (BEL)  | 83.                  |
| 44                   | Eddie Dunbar (IRL)     | 1.                   |
| 45                   | Ethan Hayter (GBR)     | 15.                  |
| 46                   | Salvatore Puccio (ITA) | DNF-5                |
| 47                   | Ben Tulett (GBR)       | 2.                   |

| Israel-Premier Tech IPT | Israel-Premier Tech IPT | Israel-Premier Tech IPT |
| ----------------------- | ----------------------- | ----------------------- |
| Nr.                     | Rytter                  | Placering               |
| 51                      | Chris Froome (GBR)      | 86.                     |
| 52                      | Ben Hermans (BEL)       | DNF-2                   |
| 53                      | Reto Hollenstein (SUI)  | DNF-5                   |
| 54                      | Guy Niv (ISR)           | 39.                     |
| 56                      | Omer Goldstein (ISR)    | 14.                     |
| 57                      | Mason Hollyman (GBR)    | 37.                     |

| Quick-Step Alpha Vinyl QST | Quick-Step Alpha Vinyl QST    | Quick-Step Alpha Vinyl QST |
| -------------------------- | ----------------------------- | -------------------------- |
| Nr.                        | Rytter                        | Placering                  |
| 61                         | Josef Černý (CZE)             | 54.                        |
| 62                         | Rémi Cavagna (FRA) (landevej) | 48.                        |
| 63                         | James Knox (GBR)              | 78.                        |
| 64                         | Mattia Cattaneo (ITA)         | 38.                        |
| 65                         | Mauro Schmid (SUI)            | 31.                        |

| BikeExchange-Jayco BEX | BikeExchange-Jayco BEX      | BikeExchange-Jayco BEX |
| ---------------------- | --------------------------- | ---------------------- |
| Nr.                    | Rytter                      | Placering              |
| 71                     | Kevin Colleoni (ITA)        | DNF-3                  |
| 72                     | Tanel Kangert (EST)         | 32.                    |
| 73                     | Cameron Meyer (AUS)         | DNF-5                  |
| 74                     | Dion Smith (NZL)            | 42.                    |
| 75                     | Amund Grøndahl Jansen (NOR) | DNF-2                  |
| 76                     | Matteo Sobrero (ITA)        | 28.                    |
| 77                     | Jan Maas (NED)              | 51.                    |

| Trek-Segafredo TFS | Trek-Segafredo TFS       | Trek-Segafredo TFS |
| ------------------ | ------------------------ | ------------------ |
| Nr.                | Rytter                   | Placering          |
| 81                 | Emīls Liepiņš (LAT)      | 93.                |
| 82                 | Simon Pellaud (SUI)      | 72.                |
| 83                 | Gianluca Brambilla (ITA) | 8.                 |
| 84                 | Antonio Tiberi (ITA)     | 5.                 |
| 85                 | Tony Gallopin (FRA)      | 47.                |

| UAE Team Emirates UAD | UAE Team Emirates UAD      | UAE Team Emirates UAD |
| --------------------- | -------------------------- | --------------------- |
| Nr.                   | Rytter                     | Placering             |
| 91                    | Jan Polanc (SLO)           | 7.                    |
| 92                    | Diego Ulissi (ITA)         | 6.                    |
| 93                    | Marc Hirschi (SUI)         | 3.                    |
| 94                    | Yousif Mirza (UAE)         | DNF-2                 |
| 96                    | Andrés Camilo Ardila (COL) | 18.                   |
| 97                    | Joel Suter (SUI)           | DNS-3                 |

| Alpecin-Fenix AFC | Alpecin-Fenix AFC           | Alpecin-Fenix AFC |
| ----------------- | --------------------------- | ----------------- |
| Nr.               | Rytter                      | Placering         |
| 101               | Mathieu van der Poel (NED)  | 30.               |
| 102               | Oscar Riesebeek (NED)       | 52.               |
| 103               | Lionel Taminiaux (BEL)      | 92.               |
| 104               | Floris De Tier (BEL)        | 13.               |
| 105               | Kristian Sbaragli (ITA)     | 43.               |
| 106               | Jakub Mareczko (ITA)        | DNF-3             |
| 107               | Fabio Van den Bossche (BEL) | 58.               |

| Bardiani CSF Faizanè BCF | Bardiani CSF Faizanè BCF     | Bardiani CSF Faizanè BCF |
| ------------------------ | ---------------------------- | ------------------------ |
| Nr.                      | Rytter                       | Placering                |
| 111                      | Luca Covili (ITA)            | DNF-3                    |
| 112                      | Filippo Zana (ITA)           | 26.                      |
| 113                      | Alex Tolio (ITA)             | DNS-5                    |
| 114                      | Omar El Gouzi (ITA)          | 65.                      |
| 115                      | Alessio Martinelli (ITA)     | DNF-2                    |
| 116                      | Alessio Nieri (ITA)          | DNF-5                    |
| 117                      | Alessandro Santaromita (ITA) | DNF-5                    |

| Bingoal Pauwels Sauces WB BWB | Bingoal Pauwels Sauces WB BWB | Bingoal Pauwels Sauces WB BWB |
| ----------------------------- | ----------------------------- | ----------------------------- |
| Nr.                           | Rytter                        | Placering                     |
| 121                           | Luc Wirtgen (LUX)             | 44.                           |
| 122                           | Rémy Mertz (BEL)              | 34.                           |
| 123                           | Tom Paquot (BEL)              | 68.                           |
| 124                           | Marco Tizza (ITA)             | 29.                           |
| 125                           | Johan Meens (BEL)             | 81.                           |
| 126                           | Milan Menten (BEL)            | DNS-2                         |
| 127                           | Kenny Molly (BEL)             | 24.                           |

| Drone Hopper-Androni Giocattoli DRA | Drone Hopper-Androni Giocattoli DRA | Drone Hopper-Androni Giocattoli DRA |
| ----------------------------------- | ----------------------------------- | ----------------------------------- |
| Nr.                                 | Rytter                              | Placering                           |
| 131                                 | Natnael Tesfatsion (ERI)            | 9.                                  |
| 132                                 | Eduardo Sepúlveda (ARG)             | 22.                                 |
| 133                                 | Alessandro Bisolti (ITA)            | 77.                                 |
| 134                                 | Brandon Rojas Vega (COL)            | DNF-3                               |
| 135                                 | Jefferson Alexander Cepeda (ECU)    | 19.                                 |
| 136                                 | Juan Diego Alba (COL)               | DNF-4                               |
| 137                                 | Edoardo Zardini (ITA)               | 71.                                 |

| Eolo-Kometa EOK | Eolo-Kometa EOK              | Eolo-Kometa EOK |
| --------------- | ---------------------------- | --------------- |
| Nr.             | Rytter                       | Placering       |
| 141             | Mark Christian (GBR)         | DNS-3           |
| 142             | Samuele Rivi (ITA)           | DNF-5           |
| 143             | Sergio García González (ESP) | 49.             |
| 144             | Erik Fetter (HUN)            | 40.             |
| 145             | Daniel Viegas (POR)          | 90.             |
| 146             | David Martín (ESP)           | 67.             |
| 147             | Alejandro Ropero (ESP)       | DNF-5           |

| Italien ITA | Italien ITA       | Italien ITA |
| ----------- | ----------------- | ----------- |
| Nr.         | Rytter            | Placering   |
| 151         | Giovanni Carboni  | 27.         |
| 152         | Alessandro Fedeli | DNF-5       |
| 153         | Nicola Conci      | 10.         |
| 154         | Marco Canola      | DNF-5       |
| 155         | Cristian Scaroni  | 12.         |
| 156         | Gabriele Petrelli | 74.         |
| 157         | Edoardo Faresin   | DNF-5       |

| Beltrami TSA-Tre Colli BTC | Beltrami TSA-Tre Colli BTC | Beltrami TSA-Tre Colli BTC |
| -------------------------- | -------------------------- | -------------------------- |
| Nr.                        | Rytter                     | Placering                  |
| 161                        | Andrea Piras (ITA)         | 64.                        |
| 162                        | Thomas Pesenti (ITA)       | 23.                        |
| 163                        | Pietro Aimonetto (ITA)     | 99.                        |
| 164                        | Andrea Biancalani (ITA)    | 98.                        |
| 165                        | Matteo Freddi (ITA)        | DNF-4                      |
| 166                        | Matteo Lovera (ITA)        | DNF-3                      |
| 167                        | Michael Vanni (ITA)        | DNF-4                      |

| Biesse-Carrera BIE | Biesse-Carrera BIE          | Biesse-Carrera BIE |
| ------------------ | --------------------------- | ------------------ |
| Nr.                | Rytter                      | Placering          |
| 171                | Riccardo Ciuccarelli (ITA)  | 57.                |
| 172                | Giacomo Villa (ITA)         | DNS-5              |
| 173                | Carloalberto Giordani (ITA) | DNF-4              |
| 174                | Mattias Nordal              | 87.                |
| 175                | Michael Belleri (ITA)       | 55.                |
| 176                | Anders Foldager (DEN)       | DNS-5              |
| 177                | Andrea Garosio (ITA)        | 46.                |

| Colombia Tierra de Atletas-GW Shimano CTA | Colombia Tierra de Atletas-GW Shimano CTA | Colombia Tierra de Atletas-GW Shimano CTA |
| ----------------------------------------- | ----------------------------------------- | ----------------------------------------- |
| Nr.                                       | Rytter                                    | Placering                                 |
| 181                                       | Yeisson Casallas (COL)                    | DQ-4                                      |
| 182                                       | Germán Darío Gómez (COL)                  | 36.                                       |
| 183                                       | Andrés Pinzon Villalba (COL)              | 59.                                       |
| 184                                       | Brayan Vargas Hernández (COL)             | DNF-3                                     |
| 185                                       | Andrés Mancipe (COL)                      | DNF-2                                     |
| 186                                       | Rafael Pineda (COL)                       | DNF-3                                     |
| 187                                       | Cristian David Rico (COL)                 | 70.                                       |

| Giotti Victoria-Savini Due GTS | Giotti Victoria-Savini Due GTS | Giotti Victoria-Savini Due GTS |
| ------------------------------ | ------------------------------ | ------------------------------ |
| Nr.                            | Rytter                         | Placering                      |
| 191                            | Gergely Szarka (HUN)           | DNF-3                          |
| 192                            | Emil Dima (ROU)                | 97.                            |
| 193                            | Adriano Brogi (ITA)            | DNF-4                          |
| 194                            | Davide Finatti (ITA)           | DNF-4                          |
| 195                            | Nicolas Dalla Valle (ITA)      | 84.                            |
| 196                            | Jozsef-Attila Malnasi (ROU)    | DNF-3                          |
| 197                            | Alessandro Monaco (ITA)        | 60.                            |

| MG.K Vis Colors For Peace VPM MGK | MG.K Vis Colors For Peace VPM MGK | MG.K Vis Colors For Peace VPM MGK |
| --------------------------------- | --------------------------------- | --------------------------------- |
| Nr.                               | Rytter                            | Placering                         |
| 201                               | Paul Wright (NZL)                 | 85.                               |
| 202                               | Paul Double (GBR)                 | 62.                               |
| 203                               | Jacopo Cortese (ITA)              | 79.                               |
| 204                               | Daniel Savini (ITA)               | DNF-3                             |
| 205                               | Simone Piccolo (ITA)              | DNF-2                             |
| 206                               | Max Stedman (GBR)                 | 25.                               |
| 207                               | Francesco Carollo (ITA)           | 73.                               |

| Colpack-Ballan CPK | Colpack-Ballan CPK         | Colpack-Ballan CPK |
| ------------------ | -------------------------- | ------------------ |
| Nr.                | Rytter                     | Placering          |
| 211                | Sergio Meris (ITA)         | DNS-3              |
| 212                | Nicola Plebani (ITA)       | DNF-2              |
| 213                | Gidas Umbri (ITA)          | DNS-3              |
| 214                | Francesco Cali (ITA)       | DNF-2              |
| 215                | Lorenzo Balestra (ITA)     | DNF-2              |
| 216                | Egidio Karim Raviele (ITA) | DNF-1              |
| 217                | Mattia Petrucci (ITA)      | DNS-3              |

| Team Corratec COR | Team Corratec COR       | Team Corratec COR |
| ----------------- | ----------------------- | ----------------- |
| Nr.               | Rytter                  | Placering         |
| 221               | Luca Marziale (ITA)     | DNF-2             |
| 222               | Simone Olivero (ITA)    | DNF-5             |
| 223               | Veljko Stojnić (SRB)    | DNS-2             |
| 224               | Marco Murgano (ITA)     | DNF-3             |
| 225               | Matteo Amella (ITA)     | 91.               |
| 226               | Davide Baldaccini (ITA) | DNS-3             |
| 227               | Jan Stöckli (SUI)       | DNS-3             |

| Work Service-Vitalcare-Dynatek IWM | Work Service-Vitalcare-Dynatek IWM | Work Service-Vitalcare-Dynatek IWM |
| ---------------------------------- | ---------------------------------- | ---------------------------------- |
| Nr.                                | Rytter                             | Placering                          |
| 231                                | Giovanni Bortoluzzi (ITA)          | 82.                                |
| 232                                | Christian Danilo Pase (ITA)        | 95.                                |
| 233                                | Raúl Colombo (ITA)                 | 76.                                |
| 234                                | Francesco Zandri (ITA)             | 88.                                |
| 235                                | Riccardo Carretta (ITA)            | 94.                                |
| 236                                | Riccardo Lucca (ITA)               | 66.                                |
| 237                                | Samuele Zambelli (ITA)             | DNF-3                              |

| Jumbo-Visma TJV | Jumbo-Visma TJV              | Jumbo-Visma TJV |
| --------------- | ---------------------------- | --------------- |
| Nr.             | Rytter                       | Placering       |
| 2               | Koen Bouwman (NED)           | 21.             |
| 3               | Tobias Foss (NOR) (landevej) | DNF-2           |
| 4               | Gijs Leemreize (NED)         | 20.             |
| 5               | Mick van Dijke (NED)         | 53.             |
| 6               | Loe van Belle (NED)          | DNF-5           |
| 7               | Johannes Staune-Mittet (NOR) | 16.             |

| Astana Qazaqstan Team AST | Astana Qazaqstan Team AST    | Astana Qazaqstan Team AST |
| ------------------------- | ---------------------------- | ------------------------- |
| Nr.                       | Rytter                       | Placering                 |
| 11                        | Vincenzo Nibali (ITA)        | 11.                       |
| 12                        | Antonio Nibali (ITA)         | 69.                       |
| 13                        | Nurbergen Nurlykhassym (KAZ) | 80.                       |
| 14                        | Juan Carlos López (COL)      | 33.                       |
| 15                        | Harold Martín López (ECU)    | 41.                       |
| 16                        | Gianmarco Garofoli (ITA)     | DNS-4                     |

| Bora-Hansgrohe BOH | Bora-Hansgrohe BOH      | Bora-Hansgrohe BOH |
| ------------------ | ----------------------- | ------------------ |
| Nr.                | Rytter                  | Placering          |
| 21                 | Matthew Walls (GBR)     | 96.                |
| 22                 | Frederik Wandahl (DEN)  | 45.                |
| 25                 | Patrick Gamper (AUT)    | 61.                |
| 26                 | Cian Uijtdebroeks (BEL) | DNF-5              |

| EF Education-EasyPost EFE | EF Education-EasyPost EFE | EF Education-EasyPost EFE |
| ------------------------- | ------------------------- | ------------------------- |
| Nr.                       | Rytter                    | Placering                 |
| 31                        | Alberto Bettiol (ITA)     | 63.                       |
| 32                        | Julius van den Berg (NED) | 56.                       |
| 33                        | Simon Carr (GBR)          | 4.                        |
| 34                        | Alex Howes (USA)          | 89.                       |
| 35                        | James Shaw (GBR)          | 50.                       |

| Ineos Grenadiers IGD | Ineos Grenadiers IGD   | Ineos Grenadiers IGD |
| -------------------- | ---------------------- | -------------------- |
| Nr.                  | Rytter                 | Placering            |
| 41                   | Geraint Thomas (GBR)   | 17.                  |
| 42                   | Cameron Wurf (AUS)     | 75.                  |
| 43                   | Laurens De Plus (BEL)  | 83.                  |
| 44                   | Eddie Dunbar (IRL)     | 1.                   |
| 45                   | Ethan Hayter (GBR)     | 15.                  |
| 46                   | Salvatore Puccio (ITA) | DNF-5                |
| 47                   | Ben Tulett (GBR)       | 2.                   |

| Israel-Premier Tech IPT | Israel-Premier Tech IPT | Israel-Premier Tech IPT |
| ----------------------- | ----------------------- | ----------------------- |
| Nr.                     | Rytter                  | Placering               |
| 51                      | Chris Froome (GBR)      | 86.                     |
| 52                      | Ben Hermans (BEL)       | DNF-2                   |
| 53                      | Reto Hollenstein (SUI)  | DNF-5                   |
| 54                      | Guy Niv (ISR)           | 39.                     |
| 56                      | Omer Goldstein (ISR)    | 14.                     |
| 57                      | Mason Hollyman (GBR)    | 37.                     |

| Quick-Step Alpha Vinyl QST | Quick-Step Alpha Vinyl QST    | Quick-Step Alpha Vinyl QST |
| -------------------------- | ----------------------------- | -------------------------- |
| Nr.                        | Rytter                        | Placering                  |
| 61                         | Josef Černý (CZE)             | 54.                        |
| 62                         | Rémi Cavagna (FRA) (landevej) | 48.                        |
| 63                         | James Knox (GBR)              | 78.                        |
| 64                         | Mattia Cattaneo (ITA)         | 38.                        |
| 65                         | Mauro Schmid (SUI)            | 31.                        |

| BikeExchange-Jayco BEX | BikeExchange-Jayco BEX      | BikeExchange-Jayco BEX |
| ---------------------- | --------------------------- | ---------------------- |
| Nr.                    | Rytter                      | Placering              |
| 71                     | Kevin Colleoni (ITA)        | DNF-3                  |
| 72                     | Tanel Kangert (EST)         | 32.                    |
| 73                     | Cameron Meyer (AUS)         | DNF-5                  |
| 74                     | Dion Smith (NZL)            | 42.                    |
| 75                     | Amund Grøndahl Jansen (NOR) | DNF-2                  |
| 76                     | Matteo Sobrero (ITA)        | 28.                    |
| 77                     | Jan Maas (NED)              | 51.                    |

| Trek-Segafredo TFS | Trek-Segafredo TFS       | Trek-Segafredo TFS |
| ------------------ | ------------------------ | ------------------ |
| Nr.                | Rytter                   | Placering          |
| 81                 | Emīls Liepiņš (LAT)      | 93.                |
| 82                 | Simon Pellaud (SUI)      | 72.                |
| 83                 | Gianluca Brambilla (ITA) | 8.                 |
| 84                 | Antonio Tiberi (ITA)     | 5.                 |
| 85                 | Tony Gallopin (FRA)      | 47.                |

| UAE Team Emirates UAD | UAE Team Emirates UAD      | UAE Team Emirates UAD |
| --------------------- | -------------------------- | --------------------- |
| Nr.                   | Rytter                     | Placering             |
| 91                    | Jan Polanc (SLO)           | 7.                    |
| 92                    | Diego Ulissi (ITA)         | 6.                    |
| 93                    | Marc Hirschi (SUI)         | 3.                    |
| 94                    | Yousif Mirza (UAE)         | DNF-2                 |
| 96                    | Andrés Camilo Ardila (COL) | 18.                   |
| 97                    | Joel Suter (SUI)           | DNS-3                 |

| Alpecin-Fenix AFC | Alpecin-Fenix AFC           | Alpecin-Fenix AFC |
| ----------------- | --------------------------- | ----------------- |
| Nr.               | Rytter                      | Placering         |
| 101               | Mathieu van der Poel (NED)  | 30.               |
| 102               | Oscar Riesebeek (NED)       | 52.               |
| 103               | Lionel Taminiaux (BEL)      | 92.               |
| 104               | Floris De Tier (BEL)        | 13.               |
| 105               | Kristian Sbaragli (ITA)     | 43.               |
| 106               | Jakub Mareczko (ITA)        | DNF-3             |
| 107               | Fabio Van den Bossche (BEL) | 58.               |

| Bardiani CSF Faizanè BCF | Bardiani CSF Faizanè BCF     | Bardiani CSF Faizanè BCF |
| ------------------------ | ---------------------------- | ------------------------ |
| Nr.                      | Rytter                       | Placering                |
| 111                      | Luca Covili (ITA)            | DNF-3                    |
| 112                      | Filippo Zana (ITA)           | 26.                      |
| 113                      | Alex Tolio (ITA)             | DNS-5                    |
| 114                      | Omar El Gouzi (ITA)          | 65.                      |
| 115                      | Alessio Martinelli (ITA)     | DNF-2                    |
| 116                      | Alessio Nieri (ITA)          | DNF-5                    |
| 117                      | Alessandro Santaromita (ITA) | DNF-5                    |

| Bingoal Pauwels Sauces WB BWB | Bingoal Pauwels Sauces WB BWB | Bingoal Pauwels Sauces WB BWB |
| ----------------------------- | ----------------------------- | ----------------------------- |
| Nr.                           | Rytter                        | Placering                     |
| 121                           | Luc Wirtgen (LUX)             | 44.                           |
| 122                           | Rémy Mertz (BEL)              | 34.                           |
| 123                           | Tom Paquot (BEL)              | 68.                           |
| 124                           | Marco Tizza (ITA)             | 29.                           |
| 125                           | Johan Meens (BEL)             | 81.                           |
| 126                           | Milan Menten (BEL)            | DNS-2                         |
| 127                           | Kenny Molly (BEL)             | 24.                           |

| Drone Hopper-Androni Giocattoli DRA | Drone Hopper-Androni Giocattoli DRA | Drone Hopper-Androni Giocattoli DRA |
| ----------------------------------- | ----------------------------------- | ----------------------------------- |
| Nr.                                 | Rytter                              | Placering                           |
| 131                                 | Natnael Tesfatsion (ERI)            | 9.                                  |
| 132                                 | Eduardo Sepúlveda (ARG)             | 22.                                 |
| 133                                 | Alessandro Bisolti (ITA)            | 77.                                 |
| 134                                 | Brandon Rojas Vega (COL)            | DNF-3                               |
| 135                                 | Jefferson Alexander Cepeda (ECU)    | 19.                                 |
| 136                                 | Juan Diego Alba (COL)               | DNF-4                               |
| 137                                 | Edoardo Zardini (ITA)               | 71.                                 |

| Eolo-Kometa EOK | Eolo-Kometa EOK              | Eolo-Kometa EOK |
| --------------- | ---------------------------- | --------------- |
| Nr.             | Rytter                       | Placering       |
| 141             | Mark Christian (GBR)         | DNS-3           |
| 142             | Samuele Rivi (ITA)           | DNF-5           |
| 143             | Sergio García González (ESP) | 49.             |
| 144             | Erik Fetter (HUN)            | 40.             |
| 145             | Daniel Viegas (POR)          | 90.             |
| 146             | David Martín (ESP)           | 67.             |
| 147             | Alejandro Ropero (ESP)       | DNF-5           |

| Italien ITA | Italien ITA       | Italien ITA |
| ----------- | ----------------- | ----------- |
| Nr.         | Rytter            | Placering   |
| 151         | Giovanni Carboni  | 27.         |
| 152         | Alessandro Fedeli | DNF-5       |
| 153         | Nicola Conci      | 10.         |
| 154         | Marco Canola      | DNF-5       |
| 155         | Cristian Scaroni  | 12.         |
| 156         | Gabriele Petrelli | 74.         |
| 157         | Edoardo Faresin   | DNF-5       |

| Beltrami TSA-Tre Colli BTC | Beltrami TSA-Tre Colli BTC | Beltrami TSA-Tre Colli BTC |
| -------------------------- | -------------------------- | -------------------------- |
| Nr.                        | Rytter                     | Placering                  |
| 161                        | Andrea Piras (ITA)         | 64.                        |
| 162                        | Thomas Pesenti (ITA)       | 23.                        |
| 163                        | Pietro Aimonetto (ITA)     | 99.                        |
| 164                        | Andrea Biancalani (ITA)    | 98.                        |
| 165                        | Matteo Freddi (ITA)        | DNF-4                      |
| 166                        | Matteo Lovera (ITA)        | DNF-3                      |
| 167                        | Michael Vanni (ITA)        | DNF-4                      |

| Biesse-Carrera BIE | Biesse-Carrera BIE          | Biesse-Carrera BIE |
| ------------------ | --------------------------- | ------------------ |
| Nr.                | Rytter                      | Placering          |
| 171                | Riccardo Ciuccarelli (ITA)  | 57.                |
| 172                | Giacomo Villa (ITA)         | DNS-5              |
| 173                | Carloalberto Giordani (ITA) | DNF-4              |
| 174                | Mattias Nordal              | 87.                |
| 175                | Michael Belleri (ITA)       | 55.                |
| 176                | Anders Foldager (DEN)       | DNS-5              |
| 177                | Andrea Garosio (ITA)        | 46.                |

| Colombia Tierra de Atletas-GW Shimano CTA | Colombia Tierra de Atletas-GW Shimano CTA | Colombia Tierra de Atletas-GW Shimano CTA |
| ----------------------------------------- | ----------------------------------------- | ----------------------------------------- |
| Nr.                                       | Rytter                                    | Placering                                 |
| 181                                       | Yeisson Casallas (COL)                    | DQ-4                                      |
| 182                                       | Germán Darío Gómez (COL)                  | 36.                                       |
| 183                                       | Andrés Pinzon Villalba (COL)              | 59.                                       |
| 184                                       | Brayan Vargas Hernández (COL)             | DNF-3                                     |
| 185                                       | Andrés Mancipe (COL)                      | DNF-2                                     |
| 186                                       | Rafael Pineda (COL)                       | DNF-3                                     |
| 187                                       | Cristian David Rico (COL)                 | 70.                                       |

| Giotti Victoria-Savini Due GTS | Giotti Victoria-Savini Due GTS | Giotti Victoria-Savini Due GTS |
| ------------------------------ | ------------------------------ | ------------------------------ |
| Nr.                            | Rytter                         | Placering                      |
| 191                            | Gergely Szarka (HUN)           | DNF-3                          |
| 192                            | Emil Dima (ROU)                | 97.                            |
| 193                            | Adriano Brogi (ITA)            | DNF-4                          |
| 194                            | Davide Finatti (ITA)           | DNF-4                          |
| 195                            | Nicolas Dalla Valle (ITA)      | 84.                            |
| 196                            | Jozsef-Attila Malnasi (ROU)    | DNF-3                          |
| 197                            | Alessandro Monaco (ITA)        | 60.                            |

| MG.K Vis Colors For Peace VPM MGK | MG.K Vis Colors For Peace VPM MGK | MG.K Vis Colors For Peace VPM MGK |
| --------------------------------- | --------------------------------- | --------------------------------- |
| Nr.                               | Rytter                            | Placering                         |
| 201                               | Paul Wright (NZL)                 | 85.                               |
| 202                               | Paul Double (GBR)                 | 62.                               |
| 203                               | Jacopo Cortese (ITA)              | 79.                               |
| 204                               | Daniel Savini (ITA)               | DNF-3                             |
| 205                               | Simone Piccolo (ITA)              | DNF-2                             |
| 206                               | Max Stedman (GBR)                 | 25.                               |
| 207                               | Francesco Carollo (ITA)           | 73.                               |

| Colpack-Ballan CPK | Colpack-Ballan CPK         | Colpack-Ballan CPK |
| ------------------ | -------------------------- | ------------------ |
| Nr.                | Rytter                     | Placering          |
| 211                | Sergio Meris (ITA)         | DNS-3              |
| 212                | Nicola Plebani (ITA)       | DNF-2              |
| 213                | Gidas Umbri (ITA)          | DNS-3              |
| 214                | Francesco Cali (ITA)       | DNF-2              |
| 215                | Lorenzo Balestra (ITA)     | DNF-2              |
| 216                | Egidio Karim Raviele (ITA) | DNF-1              |
| 217                | Mattia Petrucci (ITA)      | DNS-3              |

| Team Corratec COR | Team Corratec COR       | Team Corratec COR |
| ----------------- | ----------------------- | ----------------- |
| Nr.               | Rytter                  | Placering         |
| 221               | Luca Marziale (ITA)     | DNF-2             |
| 222               | Simone Olivero (ITA)    | DNF-5             |
| 223               | Veljko Stojnić (SRB)    | DNS-2             |
| 224               | Marco Murgano (ITA)     | DNF-3             |
| 225               | Matteo Amella (ITA)     | 91.               |
| 226               | Davide Baldaccini (ITA) | DNS-3             |
| 227               | Jan Stöckli (SUI)       | DNS-3             |

| Work Service-Vitalcare-Dynatek IWM | Work Service-Vitalcare-Dynatek IWM | Work Service-Vitalcare-Dynatek IWM |
| ---------------------------------- | ---------------------------------- | ---------------------------------- |
| Nr.                                | Rytter                             | Placering                          |
| 231                                | Giovanni Bortoluzzi (ITA)          | 82.                                |
| 232                                | Christian Danilo Pase (ITA)        | 95.                                |
| 233                                | Raúl Colombo (ITA)                 | 76.                                |
| 234                                | Francesco Zandri (ITA)             | 88.                                |
| 235                                | Riccardo Carretta (ITA)            | 94.                                |
| 236                                | Riccardo Lucca (ITA)               | 66.                                |
| 237                                | Samuele Zambelli (ITA)             | DNF-3                              |